# Ełk (gmina wiejska)
Ełk – gmina wiejska w województwie warmińsko-mazurskim, w powiecie ełckim. W latach 1975–1998 gmina położona była w województwie suwalskim.
Siedziba Urzędu gminy to Ełk.
Według danych z 31 grudnia 2017, gminę zamieszkiwało 11 495 osób. Natomiast według danych z 31 grudnia 2019 roku gminę zamieszkiwało 11 820 osób.

## Struktura powierzchni

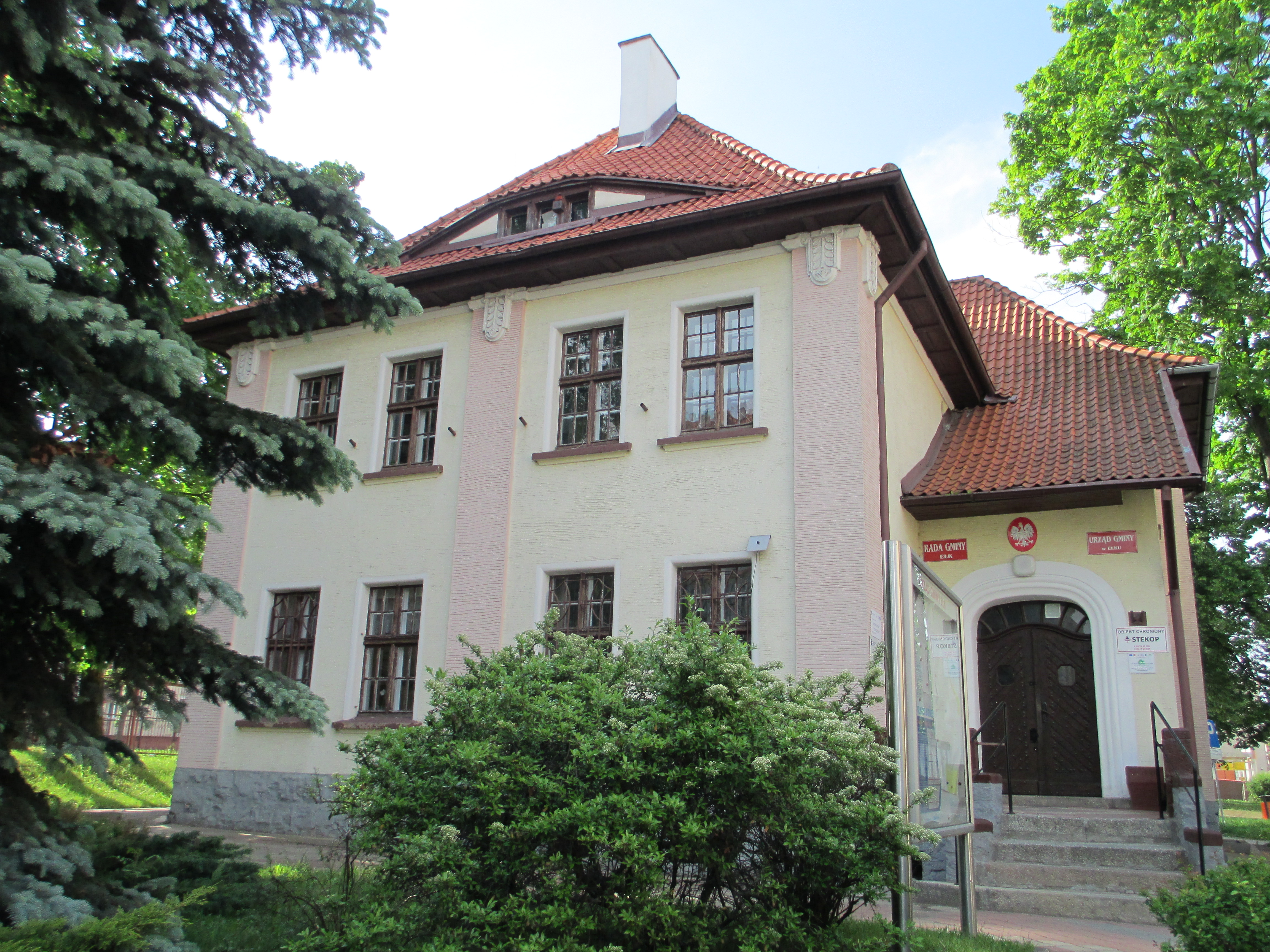
Dawny budynek Urzędu Gminy przy ulicy Armii Krajowej.

Według danych z roku 2002 gmina Ełk ma obszar 378,61 km², w tym:
- użytki rolne: 54%
- użytki leśne: 25%

Gmina stanowi 34,05% powierzchni powiatu.

## Demografia
Dane z 30 czerwca 2004:
| Opis                              | Ogółem | Ogółem | Kobiety | Kobiety | Mężczyźni | Mężczyźni |
| --------------------------------- | ------ | ------ | ------- | ------- | --------- | --------- |
| jednostka                         | osób   | %      | osób    | %       | osób      | %         |
| populacja                         | 10 064 | 100    | 4936    | 49      | 5128      | 51        |
| gęstość zaludnienia (mieszk./km²) | 26,6   | 26,6   | 13      | 13      | 13,5      | 13,5      |

- Piramida wieku mieszkańców gminy Ełk w 2017 roku[7].

## Ochrona przyrody

### Rezerwaty przyrody
Na obszarze gminy znajduje się Rezerwat przyrody Ostoja Bobrów Bartosze.

### Pomniki przyrody
Na terenie gminy znajdują się następujące pomniki przyrody:
| Nr  | Lokalizacja                                        | Forma             | Nazwa                                                | Obwód przy powołaniu [cm] | Nr ew. | Akt prawny                                           |
| 1.  | Szarek POHZ gospodarstwo Szarek                    | grupa drzew       | żywotnik olbrzymi dąb szypułkowy 4 lipy drobnolistne | 230 470 od 165 do 330     | 57-59  | Dz. Urz. WRN w Białymstoku Nr 10, poz. 125 z 1962 r. |
| 2.  | Ruska Wieś                                         | głaz narzutowy    | głaz narzutowy                                       | 110                       | 75     | Dz. Urz. WRN w Białymstoku Nr 10, poz. 125 z 1962 r. |
| 3.  | Piaski brzeg jeziora Krzywe                        | głaz narzutowy    | głaz narzutowy                                       | 800                       | 76     | Dz. Urz. WRN w Białymstoku Nr 7, poz. 77 z 1966 r.   |
| 4.  | Straduny przy drodze Ełk-Olecko                    | pojedyncze drzewo | lipa drobnolistna                                    | 400                       | 180    | Dz. Urz. WRN w Suwałkach Nr 11, poz. 46 z 1978 r.    |
| 5.  | Chełchy cmentarz ewangelicki                       | pojedyncze drzewo | klon zwyczajny                                       | 400                       | 179    | Dz. Urz. WRN w Suwałkach Nr 11, poz. 46 z 1978 r.    |
| 6.  | Chełchy przy drodze do dawnego PGR Lega            | pojedyncze drzewo | Dąb szypułkowy                                       | 560                       | 181    | Dz. Urz. WRN w Suwałkach Nr 11, poz. 46 z 1978 r.    |
| 7.  | Lepaki Wielkie wzdłuż drogi do wsi Bartosze        | grupa drzew       | 4 topole białe                                       | od 216 do 360             | 231    | Dz. Urz. WRN w Suwałkach Nr 2, poz. 10 z 1980 r.     |
| 8.  | leśnictwo Mleczno oddz. 242c                       | pojedyncze drzewo | dąb szypułkowy                                       | 380                       | 327    | Rozp. Nr 2 Woj. Suwalskiego z 1.01.1993 r.           |
| 9.  | Straduny wzdłuż drogi do byłego PGRu               | aleja wjazdowa    | 45 lip drobnolistnych                                | od 120 do 360             | 328    | Rozp. Nr 2 Woj. Suwalskiego z 1.01.1993 r.           |
| 10. | Bobry 200 m od szkoły                              | pojedyncze drzewo | dąb szypułkowy                                       | 360                       | 362    | Rozp. Nr 2 Woj. Suwalskiego z 1.01.1993 r.           |
| 11. | Ruska Wieś ok. 250 m na północ od szosy Ełk-Orzysz | głaz narzutowy    | gruboziarnisty granit różowy                         | 666                       | 527    | Dz. Urz. Woj. Suw. Nr 74, poz. 510 z 1998 r.         |
| 12. | Lega 11                                            | pojedyncze drzewo | dąb szypułkowy                                       | 344                       | 528    | Dz. Urz. Woj. Suw. Nr 74, poz. 510 z 1998 r.         |
| 13. | Janisze park                                       | pojedyncze drzewa | lipa drobnolistna                                    | 260                       | 529    | Dz. Urz. Woj. Suw. Nr 74, poz. 510 z 1998 r.         |
| 14. | Ruska Wieś park                                    | pojedyncze drzewa | dąb szypułkowy                                       | 366                       |        | Dz. Urz. Woj. Suw. Nr 74, poz. 510 z 1998 r.         |

### Obszary NATURA 2000
W poszczególnych częściach gminy zlokalizowane są obszary Natura 2000:
- zachodnia Jezioro Woszczelskie (PLH280034) SOO – 313,7 ha
- północna Murawy na Pojezierzu Ełckim (PLH280041) SOO – 77,2 ha.

### Obszary Chronionego Krajobrazu
Na terenie gminy częściowo znajdują się:
- Obszar Chronionego Krajobrazu Pojezierza Ełckiego większość gminy
- Obszar Chronionego Krajobrazu Jezior Orzyskich południowo-zachodnia część gminy.

## Sołectwa
Bajtkowo, Barany, Bartosze-Judziki-Buniaki, Bienie, Bobry-Zdunki, Borki-Borecki Dwór, Buczki-Szeligi, Chełchy-Czaple, Chruściele-Ełk POHZ, Chrzanowo, Ciernie-Niekrasy, Guzki, Kałęczyny-Giże-Brodowo, Karbowskie, Konieczki, Krokocie, Lepaki Wielkie, Maleczewo, Malinówka Wielka, Małkinie, Mącze, Mąki, Miluki, Mołdzie, Mostołty-Tracze, Mrozy Wielkie, Nowa Wieś Ełcka, Oracze-Wityny, Piaski, Pistki, Płociczno, Przykopka, Przytuły-Rydzewo, Regiel, Rękusy, Rostki Bajtkowskie, Rożyńsk, Ruska Wieś, Sajzy, Sędki-Lega, Siedliska, Sordachy-Koziki-Regielnica, Straduny-Chojniak-Janisze-Skup, Suczki, Szarejki-Szarek, Śniepie, Talusy, Woszczele.

## Pozostałe miejscowości
Białojany, Klusy, Krokocie (leśniczówka), Lepaki Małe, Lipinka, Lipińskie, Malinówka Mała, Mleczkowo, Mrozy Małe, Pisanica, Romejki, Rymki, Sikory Ostrokolskie, Talusy (osada), Zalesie, Zdedy.

## Sąsiednie gminy
Biała Piska, Ełk (miasto), Kalinowo, Olecko, Orzysz, Prostki, Stare Juchy, Świętajno